# Benjamin Neeve Peach

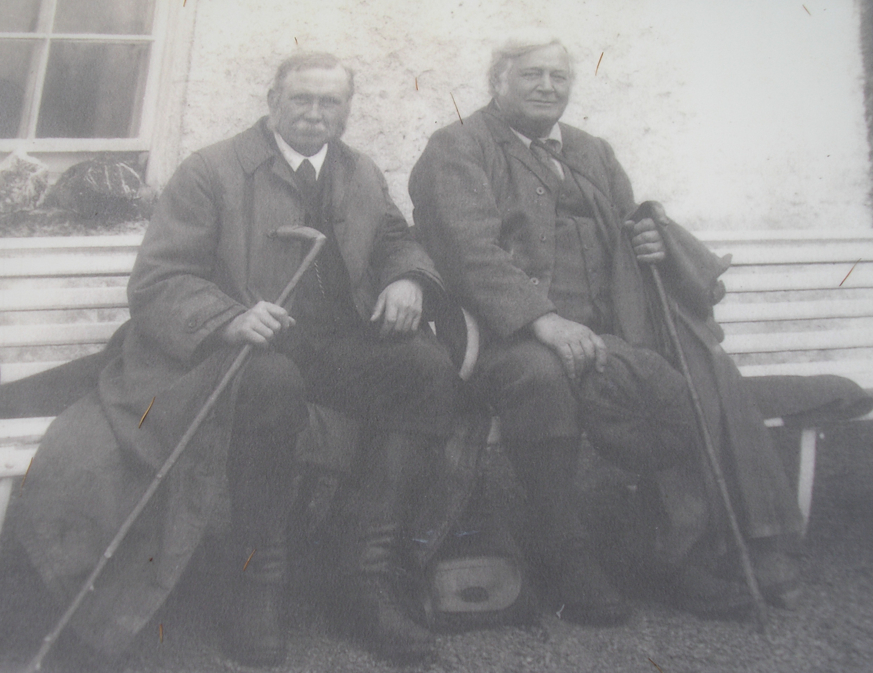
Peach (rechts) mit John Horne 1912, Inchnadamph Hotel

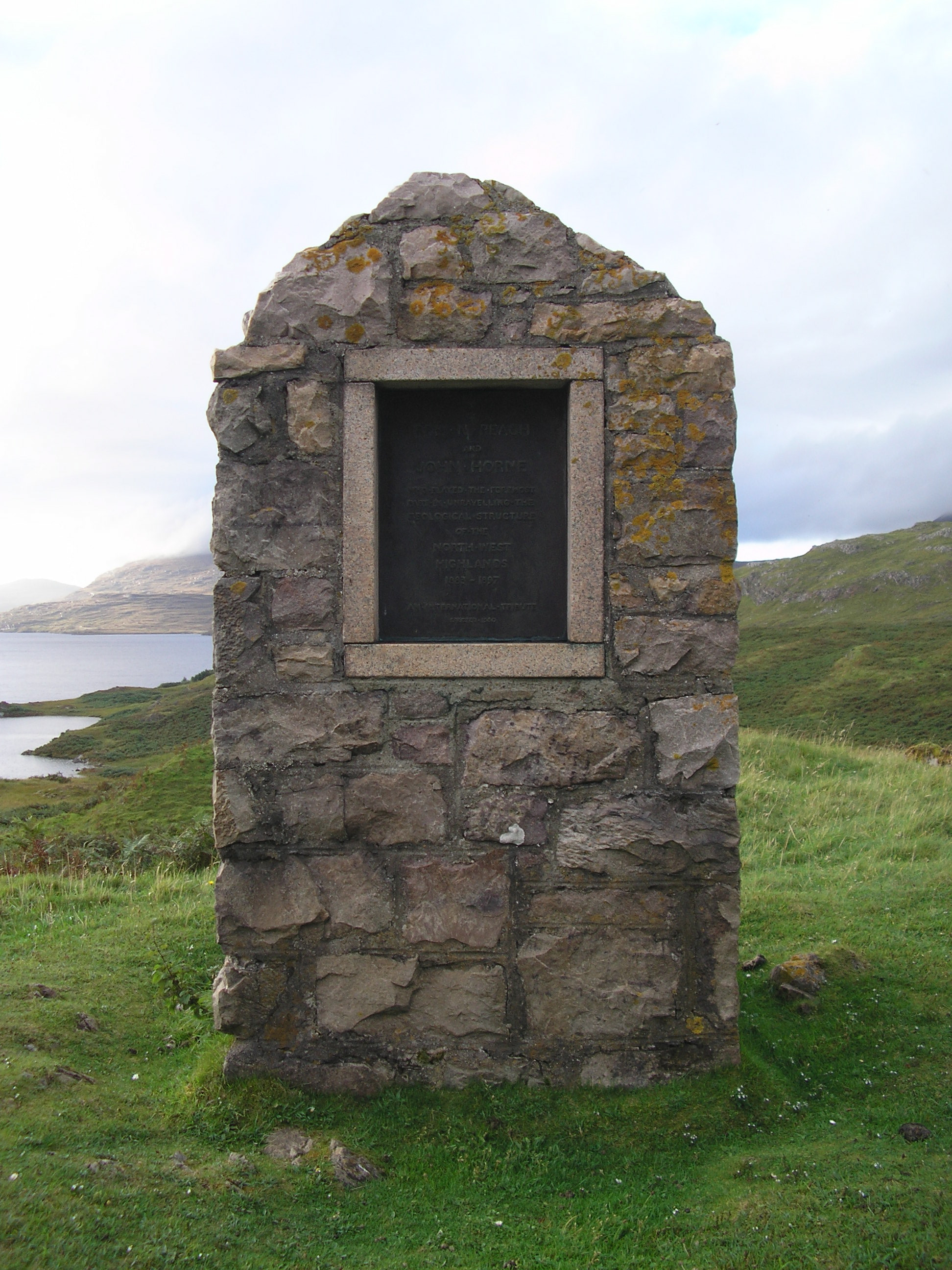
Gedenktafel an Peach und Horne, Inchnadamph, Loch Assynt

Benjamin „Ben“ Neeve Peach (* 6. September 1842 in Gorran Haven, Cornwall; † 29. Januar 1926 in Edinburgh) war ein britischer Geologe und Paläontologe.

## Leben
Peach war der Sohn des Amateurgeologen und Naturforschers Charles William Peach (1800–1886). Als Dank dafür, dass sein Vater in Sutherland Fossilien fand, die auch von der anderen Seite des Atlantiks aus Nordamerika bekannt waren, ermöglichte der damalige Direktor des Geological Survey Roderick Murchison seinem Sohn das Geologiestudium (und sorgte für dessen Aufnahme in den Geological Survey). Peach besuchte die Royal School of Mines und war ab 1862 beim Geological Survey von Großbritannien, für die er in Schottland tätig war. Er ist bekannt für die Aufklärung der geologischen Struktur Nordwest-Schottlands mit seinem Freund John Horne und hatte ab 1883 die Leitung der Kartierung Nordwest-Schottlands beim Geological Survey.
Die Aufklärung der komplizierten Struktur (Zone of Complicaton genannt) der Nordwest-Highlands mit dem Moine Thrust (einer Zone horizontaler Überschiebung) war hauptsächlich der Feldarbeit von Horne und Peach zu verdanken und bestätigte erste Ideen von Charles Lapworth.
Er war seit 1892 Fellow der Royal Society. 1921 erhielt er die Wollaston-Medaille der Geological Society of London. 1892 erhielt er den Murchison Centenary Award und er erhielt die Murchison-Medaille und die Neill Medal der Royal Society of Edinburgh, deren Mitglied er seit 1881 war.

## Schriften
- The Silurian Rocks of Britain, Glasgow, H. M. Stationery Office, 1899
- mit Jethro Teall, John Horne und anderen: The Geological Structure of the North-West Highlands of Scotland, H. M. Stationery Office 1907
- The Higher Crustacea of the Carboniferous Rocks of Scotland, Memoirs of the Geological Society
- mit Horne Chapters on the geology of Scotland, Oxford University Press 1930
- The geology of the neighborhood of Edinburgh, Edinburgh, H. M. Stationery Office 1910
- Description of Arthur´s Seat Vulcano, Edinburgh, H. M. Stationery Office, 2. Auflage 1921
- Sutherland, Geological Survey of Scotland
- Stirlingshire, Geological Survey of Scotland